# Angelo Bonelli
Angelo Bonelli (Roma, 30 luglio 1962) è un politico italiano.
È portavoce di Europa Verde e deputato alla Camera di Alleanza Verdi e Sinistra.
È inoltre stato deputato anche per i Federazione dei Verdi nella XV legislatura e candidato a sindaco di Taranto alle amministrative del 2012, per lungo tempo ai vertici della Federazione dei Verdi dal 2009 al 2018 e presidente della XIII Circoscrizione di Roma (Ostia-Acilia-Casal Palocco) dal 1993 al 1994.

## Biografia

### Primi anni
Nasce a Roma il 30 luglio 1962, il suo impegno politico ed ecologista inizia nelle associazioni ambientaliste e nella Federazione dei Verdi, dove nel 1990 diventa consigliere circoscrizionale della XIII di Roma (Ostia-Acilia-Casal Palocco).
Alle elezioni politiche del 1992 viene candidato alla Camera dei deputati, nella circoscrizione Roma-Viterbo-Latina-Frosinone, ottenendo solo 1.155 preferenze e non venendo eletto.
Alle elezioni amministrative del 1993 viene eletto consigliere comunale di Roma, ma opta per la presidenza della XIII Circoscrizione di Roma, succedendo a Marco Pannella e ricoprendo l'incarico nel biennio 1993-1994.
Alle elezioni politiche del 1994 viene nuovamente candidato alla Camera nel collegio maggioritario di Roma-Lido di Ostia, sostenuto dalla coalizione di centro-sinistra Alleanza dei Progressisti in quota Verdi, ma totalizza solo il 40,4% dei voti e viene sconfitto dal candidato del Polo del Buon Governo, in quota Alleanza Nazionale, Teodoro Buontempo (52%).

### Consigliere regionale del Lazio
Alle elezioni regionali nel Lazio del 1995 si candida con i Verdi, nella mozione del giornalista indipendente Piero Badaloni, venendo eletto nella circoscrizione di Roma con 2.650 preferenze in consiglio regionale del Lazio, dove ha ricoperto il ruolo di capogruppo dei Verdi. Viene poi rieletto alle regionali nel Lazio del 2000 nella medesima circoscrizione con 6.671 preferenze.
Alle elezioni europee del 2004 viene candidato al Parlamento europeo, tra le liste della Federazione dei Verdi nella circoscrizione Italia centrale, ottenendo 8.170 preferenze senza tuttavia risultare eletto.
Alle elezioni regionali nel Lazio del 2005 viene riconfermato consigliere regionale del Lazio con 6.037 preferenze nella provincia di Roma, venendo nominato assessore all'ambiente e alla cooperazione tra i popoli della giunta di centro-sinistra presieduta da Piero Marrazzo, carica dalla quale si è dimesso dopo l'elezione alla Camera.

### Deputato e Capogruppo dei Verdi

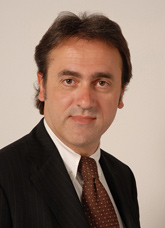
Bonelli eletto alla Camera dei deputati nel 2006

Alle elezioni politiche del 2006 viene candidato alla Camera dei deputati, tra le liste della Federazione dei Verdi nella circoscrizione Lazio 1 in seconda posizione dietro ad Alfonso Pecoraro Scanio, ed eletto deputato. Nel corso della XV Legislatura è stato componente della 9ª Commissione Trasporti, poste e telecomunicazioni, oltre a svolgere il ruolo di capogruppo dei Verdi alla Camera. Per iniziativa sua e di Giuseppe Trepiccione, il 6 giugno 2007 viene approvato un sub-emendamento parlamentare che avrebbe potuto causare la ri-nazionalizzazione della gestione delle risorse idriche.
Alle elezioni politiche del 2008 viene ricandidato alla Camera, nella medesima circoscrizione tra le liste della lista elettorale Sinistra Arcobaleno, ma non viene rieletto dato che la formazione non ottiene seggi.

### Presidente della Federazione dei Verdi
Il 10 ottobre 2009 a Fiuggi si svolge la XXX Assemblea Nazionale del partito, dove si candida a presidente della Federazione nazionale, in rappresentanza dell'ala a favore di tornare ad essere un soggetto ecologista autonomo, dove vince a sorpresa contro l'avversaria Loredana De Petris, candidata favorita rappresentante della mozione a favore che i Verdi confluissero in Sinistra e Libertà di Nichi Vendola, venendo eletto presidente dei Verdi con 245 voti favorevoli contro i 231 di De Petris. Con Bonelli passa la linea favorevole al mantenimento di un partito ecologista autonomo, contro la confluenza dei Verdi in Sinistra e Libertà.
Si ricandida alle elezioni regionali nel Lazio del 2010 coi Verdi come capolista nella circoscrizione di Roma, a sostegno della candidata del centro-sinistra Emma Bonino, ottenendo 2.594 preferenze e venendo eletto consigliere regionale, diventando poi capogruppo dei Verdi.
In occasione dei referendum abrogativi del 2011 ha partecipato attivamente alla campagna referendaria contro l'energia nucleare; durante una trasmissione televisiva sull'argomento ha affermato che nel rapporto dell'UNSCEAR sulle conseguenze di Černobyl' si indica in 6800 il numero dei morti causati dall'incidente, mentre in quel rapporto, confermato anche dal forum su Černobyl' pubblicato nel 2005, il numero dei morti accertati varia da un minimo di 30 a un massimo di 65.

#### Candidatura a sindaco di Taranto
In vista delle elezioni amministrative del 2012, dopo l'appello lanciato dal cartello di associazioni e comitati ambientalisti che fanno capo a "Taranto Respira", il leader dei Verdi ha sciolto la riserva e ha deciso di accettare la candidatura a sindaco di Taranto, già dichiarato nel 1991 dal Ministero dell'Ambiente "area a elevato rischio ambientale". Sostenuto da un coalizione formata da Ecologisti e Reti Civiche e dalle liste civiche "Rinascere, Aria Pulita, Mamme per Taranto e Rinnoviamo Insieme", ha ottenuto 12.277 voti, pari all'11,91% delle preferenze, piazzandosi al terzo posto dietro al sindaco uscente e candidato del centro-sinistra (il vendoliano Ippazio Stefano) e il candidato della destra (Mario Cito), riuscendo però a staccare il candidato del centro-destra Filippo Condemi, fermo al 7,11%. Pur non riuscendo ad approdare al ballottaggio, risulta comunque eletto consigliere comunale a Taranto, diventando capogruppo del suo partito.
Bonelli, oltre a svolgere l'attività di consigliere comunale a Taranto, con l'aiuto dei movimenti ambientalisti che lo hanno sostenuto per la candidatura a sindaco, è uno dei principali oppositori dell'inquinamento prodotto dall'Ilva e delle commistioni tra azienda e politica emerse dall'inchiesta “Ambiente svenduto”. Proprio per questa sua incessante attività, la Questura di Roma gli ha assegnato un servizio di vigilanza sotto la sua abitazione dopo che il 13 febbraio era giunta nella sede del partito dei Verdi una lettera anonima. Bonelli non era a Roma e così lo staff del co-portavoce dei Verdi ha chiamato gli artificieri che hanno sequestrato la missiva per analizzarla. All'interno, gli investigatori, hanno trovato del liquido che è stato sottoposto ad analisi. Il 5 marzo 2014, Bonelli, ha ricevuto una seconda lettera anonima. Questa volta, la busta, era stata spedita agli uffici comunali di Taranto e gli è stata consegnata da uno dei dipendenti comunali, ignaro del contenuto. La busta oltre ad una lettera anonima con delle chiare minacce, conteneva anche un coltello a serramanico.

#### Elezioni politiche del 2013
Candidato alle elezioni politiche del 2013 alla Camera nelle circoscrizioni Piemonte 2, Puglia e Campania 1 in posizioni potenzialmente utili per ottenere seggi, non viene eletto a causa del mancato superamento del quorum dalla parte della lista Rivoluzione Civile, coalizione alla quale partecipavano anche i Verdi.

### Co-Portavoce e Coordinatore dei Verdi

#### Elezioni europee del 2014
Il 23 novembre 2013, durante la 32º assemblea nazionale della Federazione dei Verdi, viene nominato portavoce del partito, assieme ad Luana Zanella grazie alla parità di genere, mentre la carica di presidente del partito viene cessata.
Alle elezioni europee del 2014 si è candidato nella lista Verdi Europei - Green Italia, nell'ambito del Partito Verde Europeo, nella circoscrizione Italia centrale e meridionale, ottenendo rispettivamente 6.568 e 2.048 preferenze, ma, non avendo superato lo sbarramento del 4% la sua lista, è pertanto non eletto. Contro lo sbarramento i Verdi hanno presentato ricorso alla Corte Costituzionale, senza però vedere accolta la questione di legittimità costituzionale con la sentenza n. 239 del 2018.

#### Elezioni politiche del 2018
In vista delle elezioni politiche del 2018, i Verdi si collocano nella coalizione di centro-sinistra e in particolare nella lista elettorale Italia Europa Insieme (nota semplicemente come Insieme), che include anche il Partito Socialista Italiano di Riccardo Nencini e i prodiani ulivisti orfani di Giuliano Pisapia e del suo progetto "Campo Progressista", raccolti in Area Civica e guidati dall'ex ministro per l'attuazione del programma di governo Giulio Santagata.
Viene candidato al Senato della Repubblica nel collegio uninominale Marche - 01 (Pesaro) per la coalizione di centro-sinistra, ma ottiene il 26,24% e viene superato dalla candidata del Movimento 5 Stelle Donatella Agostinelli (35,64%) e quella del centrodestra Anna Cinzia Bonfrisco (31,75%), e da capolista di Insieme nel collegio plurinominale Lazio - 01, ma la lista non supera lo sbarramento del 3% e Bonelli non è eletto.

### Dimissioni da coordinatore dei Verdi e corsa alle europee 2019
Il 24 marzo 2018 si è dimesso dell’esecutivo nazionale dei Verdi, e conseguentemente da coordinatore dello stesso; lo ha annunciato attraverso i suoi canali social.
A gennaio 2019 Bonelli è stato nominato coordinatore nazionale dell’esecutivo dei Verdi.
Alle elezioni europee del 2019 si è candidato al Parlamento europeo, tra le liste di Europa Verde (lista elettorale formata dai Verdi con Possibile) nella circoscrizione Italia nord-orientale, dove ottiene 4.074 preferenze, senza però essere eletto a causa del mancato raggiungimento della soglia di sbarramento da parte della lista.

### Co-Portavoce di Europa Verde
Il 10 luglio 2021, all'assemblea costituente a Chianciano Terme di Europa Verde come partito, viene nominato co-portavoce del soggetto politico insieme all'europarlamentare ex M5S Eleonora Evi.
Agli inizi di novembre 2021 è stato vittima di vandalismo: la sua porta di casa viene imbrattata con la scritta fatta in bomboletta spray "infame"; fatto avvenuto poco dopo che Bonelli aveva depositato due esposti su Forza Nuova, uno alla Procura di Milano e l’altro a Roma. In merito alla vicenda Bonelli al Corriere della Sera dichiara che “non si arrenderà”.

### Elezioni politiche del 2022 e rielezione alla Camera
In vista delle elezioni politiche del 2022 Europa Verde e Sinistra Italiana decidono di allearsi, dopo l’esperimento fatto alle elezioni amministrative del precedente giugno, e così il 26 luglio, presso il Caffè della Casa del Cinema a Roma, i co-portavoce dei Verdi Eleonora Evi e Angelo Bonelli e Nicola Fratoianni, segretario nazionale di Sinistra Italiana, presentano il simbolo della lista rosso-verde “Alleanza Verdi e Sinistra”. Bonelli viene candidato alla Camera nel collegio uninominale Emilia-Romagna - 05 (Imola) per il centro-sinistra, oltreché come capolista di AVS nei collegi plurinominali Puglia - 03 e Puglia - 04. Viene eletto all'uninominale con il 38,34% (pari a 90.004 voti), superando Benedetta Fiorini del centrodestra (35,79%) e Lorenza D'Amato del Movimento 5 Stelle (10,29%).

## Vita privata
Nell’agosto del 2022 Angelo Bonelli ha sposato con rito civile Chiara Pozzer a Rovereto. La coppia ha una figlia di nome Viola. 

## Opere
- Good Morning Diossina. Taranto, un caso italiano ed europeo, 2015, Youcanprint, ISBN 9788891176981